# Проституция в Греции
Проституция в Греции легальна с 18 лет и регулируется. По оценкам, менее 1000 женщин легально работают проститутками, а около 20 000 женщин, половина из которых иностранки, а другая половина гречанки, занимаются нелегальной проституцией. Многие женщины, пострадавшие от экономического кризиса, обратились к проституции из-за бедности.

## Правовая ситуация
Люди, занимающиеся проституцией, могут работать только в государственных публичных домах (называемых студиями). Женщины должны быть старше 18 лет; незамужними; имеющими право жить и работать в Греции; быть свободными от ЗППП; не страдать психическими заболеваниями; не иметь наркотической зависимости; и не быть осуждёнными за убийство, сутенёрство, детскую порнографию, торговлю людьми, грабёж или шантаж. Они должны зарегистрироваться в местной префектуре и иметь медицинскую карту, которая обновляется каждые две недели.
Власти Греции решили ввести в действие закон 1999 года, согласно которому все публичные дома должны иметь разрешения. Разрешения выдаются государством. Публичные дома должны находиться на расстоянии не менее 200 м от общественных зданий. Было предложено сократить дистанцию до 100 м перед Олимпийскими играми 2004 года в Афинах, но правительство Греции не отреагировало на это предложение.
Навязывание услуг проституции незаконно, но распространено, и число уличных проституток растёт. Сутенёрство и сводничество являются незаконными.

## ВИЧ/СПИД
В период с 2011 по 2015 год число случаев ВИЧ-инфекции в Греции увеличилось на 200%. В апреле 2012 года, после того как за год уровень заболеваемости ВИЧ вырос на 60%, власти Афин арестовали многих наркоманов и проституток; и ввели обязательное тестирование на ВИЧ этих лиц. СМИ были замешаны в преследовании и публиковали имена и фотографии ВИЧ-позитивных. Это действие заставило секс-работников опасаться прохождения тестирования на случай, если их имена будут опубликованы в случае положительного результата теста.
Использование презервативов секс-работниками и клиентами является низким (по оценкам ЮНЭЙДС, 4,7%). Это увеличивает риск передачи ВИЧ и других венерических заболеваний.

## Секс-торговля
Греция является страной назначения, транзита и, в очень ограниченной степени, страной происхождения женщин и детей, ставших предметом торговли в целях сексуальной эксплуатации. Торговцы людьми подвергают некоторых женщин и детей из Восточной и Южной Европы, Южной и Центральной Азии, Китая, Грузии, Нигерии и России сексуальной эксплуатации в нелицензированных публичных домах, на улице, в стриптиз-клубах, в массажных салонах и в отелях. Увеличение числа несопровождаемых детей-мигрантов в Греции привело к увеличению числа детей, подверженных эксплуатации. В отношении некоторых государственных служащих возбуждено уголовное дело по подозрению в причастности к торговле людьми.
Закон 3064/2002 и Президентский указ 233/2003 запрещают торговлю людьми в целях сексуальной эксплуатации и принудительный труд и предусматривают наказание в виде лишения свободы на срок до 10 лет. Полиция расследовала 18 случаев торговли людьми в целях сексуальной эксплуатации в 2015 году. В 2016 году правительство привлекло к ответственности 25 обвиняемых в торговле людьми в целях сексуальной эксплуатации (97 в 2015 году). Правительство усилило меры по защите жертв. Полиция выявила 26 жертв торговли людьми в целях сексуальной эксплуатации, в том числе пятерых детей, по сравнению с 34 в 2015 году.
В течение 2016 года Греция продолжала испытывать волну миграции с Ближнего Востока, Африки и Южной Азии, состоящую, в частности, из просителей убежища, потенциальных беженцев, экономических мигрантов и групп населения, уязвимых для торговли людьми. По оценкам одной международной организации, в 2016 году Греция приняла более 170 000 мигрантов и лиц, ищущих убежища; некоторые из этих лиц, например несопровождаемые дети и одинокие женщины, очень уязвимы для торговли людьми. Несопровождаемые дети, в основном из Афганистана, занимаются сексом ради выживания и уязвимы для торговли людьми. Вербовщики ориентируются на мигрантов в лагерях беженцев из их собственных стран. Считается, что большинство мигрантов и просителей убежища в какой-то момент своего путешествия полагаются на контрабандистов, а в некоторых случаях их принуждают к эксплуатации по прибытии в Грецию.
Управление Государственного департамента США по мониторингу и борьбе с торговлей людьми оценивает Грецию как страну «Уровня 2».